# François-Marie-Joseph de La Place
François-Marie-Joseph de La Place (* 1757 in Arras; † 1823 in Paris) war ein französischer Latinist und Romanist.

## Leben und Werk
La Place war Lehrer am Lycée Louis-le-Grand in Paris und ab 1810 Rhetorikprofessor an der Sorbonne.

## Werke
- (zusammen mit François-Joseph-Michel Noël) Leçons françaises de littérature et de morale, Paris 1801 (zahlreiche Auflagen bis 1862, z. T. unter dem Obertitel  Cours de littérature comparée)
- (zusammen mit François-Joseph-Michel Noël) Conciones poeticæ, ou Discours choisis des poètes latins anciens, Paris 1803
- (zusammen mit François-Joseph-Michel Noël) Leçons latines anciennes, Paris 1808
- (zusammen mit François-Joseph-Michel Noël) Leçons latines modernes, Paris 1818
- (zusammen mit François-Joseph-Michel Noël) Leçons grecques, Paris 1825